# Макензийский равнинный волк
Макензийский равнинный, также известный как Аляскинский волк или Канадский волк — вероятно, самый большой подвид волка в Северной Америке. Его ареал включает западные части США, большую часть Западной Канады, Аляску, остров Унимак Алеутского архипелага, Йеллоустон и центральный Айдахо.

## Анатомия

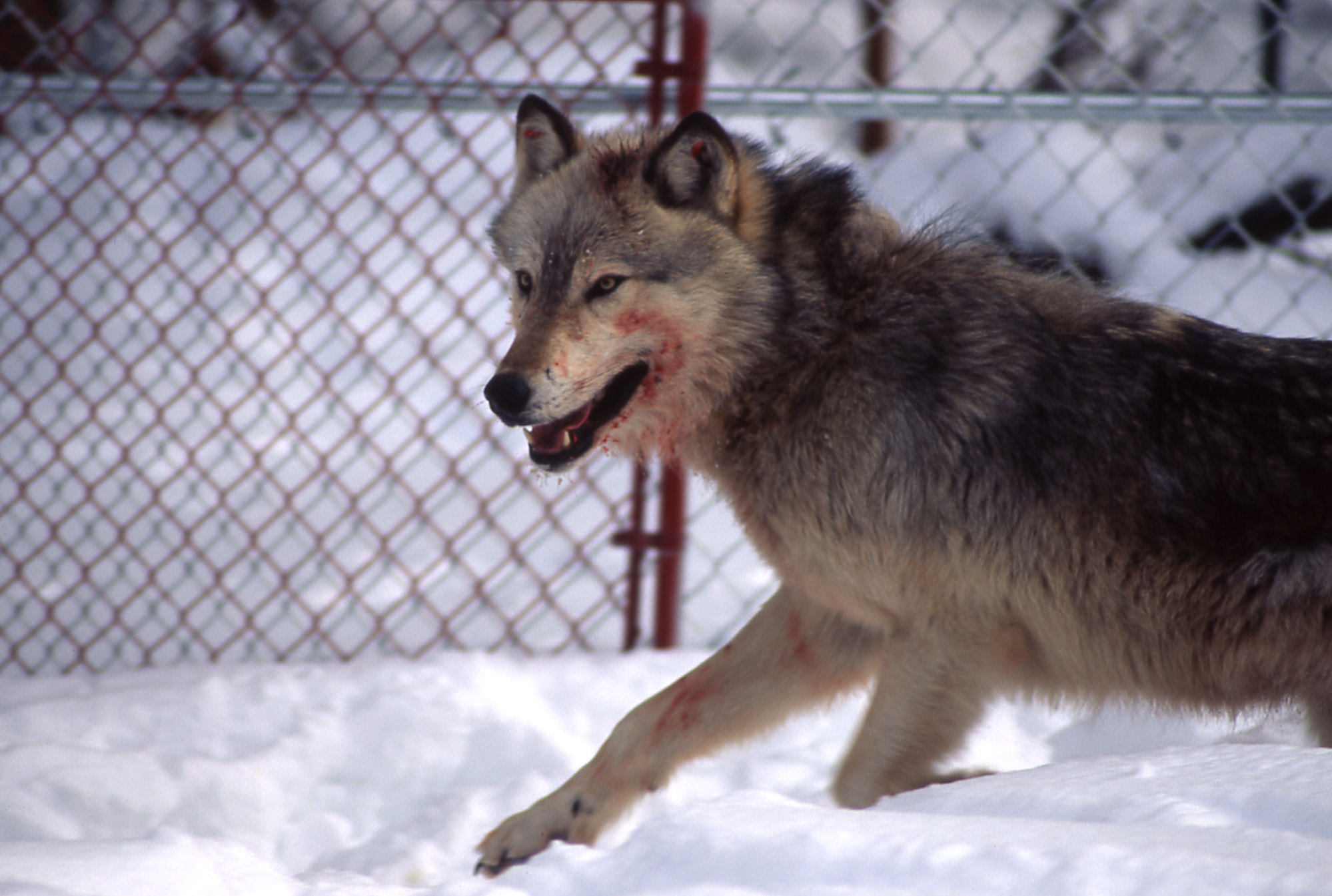
Макензийский равнинный волк в Йеллоустоне.

Макензийские равнинные волки обычно 81-91 см в холке, самцы весят около 45-65 кг. Самая большая особь, пойманная на Аляске в 1939 году, весила 79 кг.
Тело макензийского равнинного волка приспособлено к охоте. Его толстые, длинные, пропорционально сложенные конечности позволяют легко передвигаться по труднопроходимой местности, например, глубокому снегу или острым обрывам Скалистых гор. В его широкой груди находятся большие лёгкие, которые позволяют волку лучше дышать на большой высоте и использовать большое количество энергии — за день волк проходит до 115 км. Его сильная шея необходима, чтобы поддерживать большую голову волка, и чтобы удержать добычу. Макензийский равнинный волк приспособился к тому, чтобы сохранять как можно больше тепла. Например, зимой он прикрывает свой незащищённый нос пушистым хвостом. Летом, когда становится жарче, он сбрасывает подшёрсток.
Череп макензийского равнинного волка достигает 31 см в длину и вооружён впечатляющим набором больших клыков и зубов, которые в совокупности с огромными челюстными мускулами, видными по стреловидному гребню и широким скуловым дугам, придают ему большую силу укуса, достаточную, чтобы сломать кости добычи.

## Социальное поведение
На Аляске размер стаи обычно 6-12 волков, но некоторые стаи насчитывают и 20-30 особей. Размер территории, в среднем, 600 кв. миль. В Йеллоустоне стая в среднем состоит из 9,2 волка, средняя охотничья территория стаи — 348 кв. миль, в то время как в Айдахо — 11,1 волка и 364 кв. мили территории.

## Пища
Большую часть добычи макензийского равнинного волка составляют, лоси, карибу, оленевые, вапити, овцебыки и бизоны. Интродуцированные в Йеллоустон волки нападали на взрослых бизонов — крупнейших полорогих, тем самым успешно доказав своё умение приспосабливаться в совершенно новой местности.

## Охота
Охота на лосей бывает успешной лишь в 10 % случаев. Когда они охотятся на добычу крупных или средних размеров, например, карибу, члены стаи преследуют больную или слабую жертву по очереди и ждут, пока та устанет. Тогда они начинают медленно разрывать добычу. Жертва обычно умирает от потрошения, шока и утомления. Что касается мелкой добычи, волки кусают её и иногда трясут, чтобы сломать ей хребет.

## Текущая ситуация и история

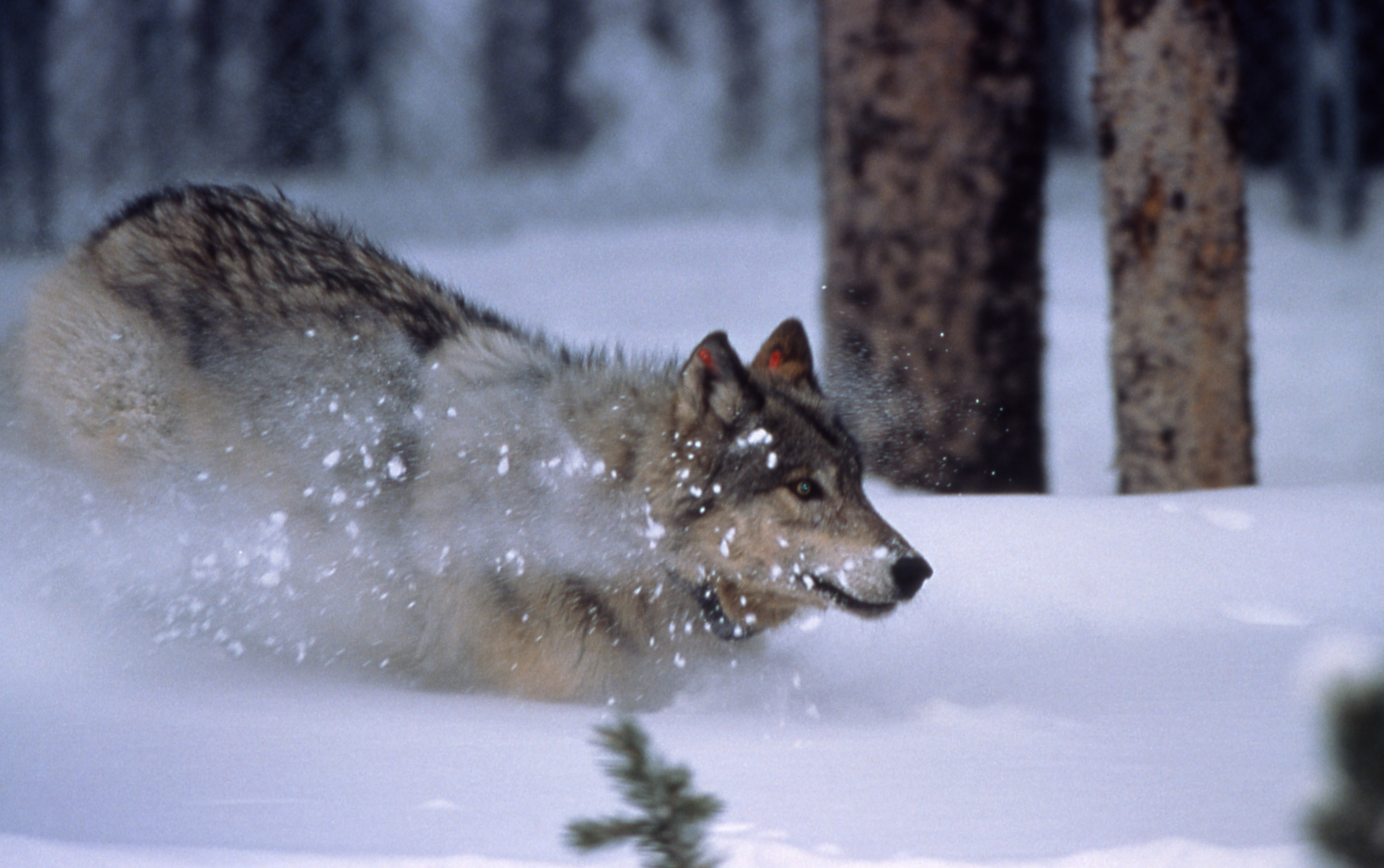
Волк в Йеллоустоне

Макензийский равнинный волк был одним из подвидов, использованных в Йеллоустонской реинтродукционной программе, где он стал почти таким же успешным хищником, как и на своём обширном северном ареале. В Йеллоустоне он сыграл решающую роль, восстановив экологический баланс в стадах, наименее приспособленными к жизни членами которых он питается, таким образом контролируя большую численность копытных и создавая возможность для восстановления определённых видов флоры и фауны, способствуя биологическому разнообразию. Также волки теперь разводятся в центральном Айдахо и проникли в северо-западную Монтану из Канады. С тех пор, популяция волков в северных Скалистых горах увеличилась до 1,300 животных. Популяция волков на Аляске составляет примерно 7,500-11,000 волков.

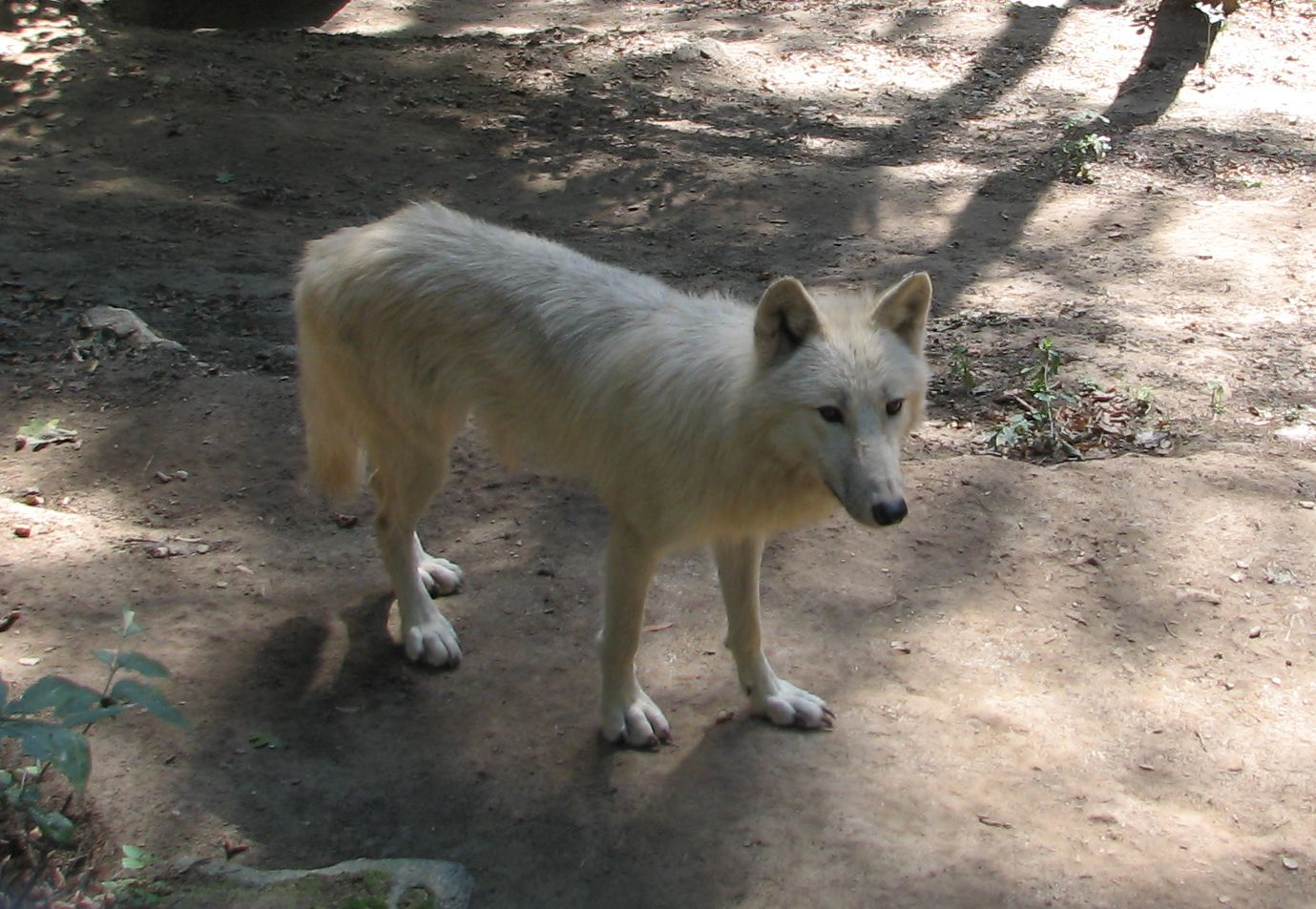
Макензийский равнинный волк в неволе в Чехии

Осуществлённая защита макензийских равнинных волков создала возможность для резкого увеличения их популяции, из-за чего некоторые молодые животные оставили пределы Йеллоустона и обосновались на территориях, где они могут вступить в конфликт с людьми. В Вайоминге и Айдахо из-за нападений на скот по сей день убито 90 волков. В Монтане в 2007 году федеральными агентами убиты 32 волка. Число убитых в Монтане волков не включает неизвестное кол-во волков, убитых фермерами, защищающими свой домашний скот. В 2006 году была достигнута рекордная цифра смертей — 142 волка. Федеральные служащие планируют исключить волков северных Скалистых гор из списка вымирающих видов в феврале 2008 года, хотя судебные прения считаются неизбежными и могут отложить окончательное удаление из списка. В Скалистых горах нелетальный исход нападений на скот, например, выкуривание волков из ранчо, возможен, когда волки могут быть вымещены в территории без домашнего скота.
После Йеллоустонской реинтродукции возможная причастность макензийского равнинного волка к уменьшению численности вапити стала предметом споров. С одной стороны, служащие Йеллоустона сообщили, что компьютерное исследование показывает, что существует намного больше доказательств, что активность охотников и суровый климат явились причиной упадка популяции, волки же сыграли незначительную роль. Другие утверждают, что уменьшение популяции — неизбежное следствие перенаселения волков.

## Галерея

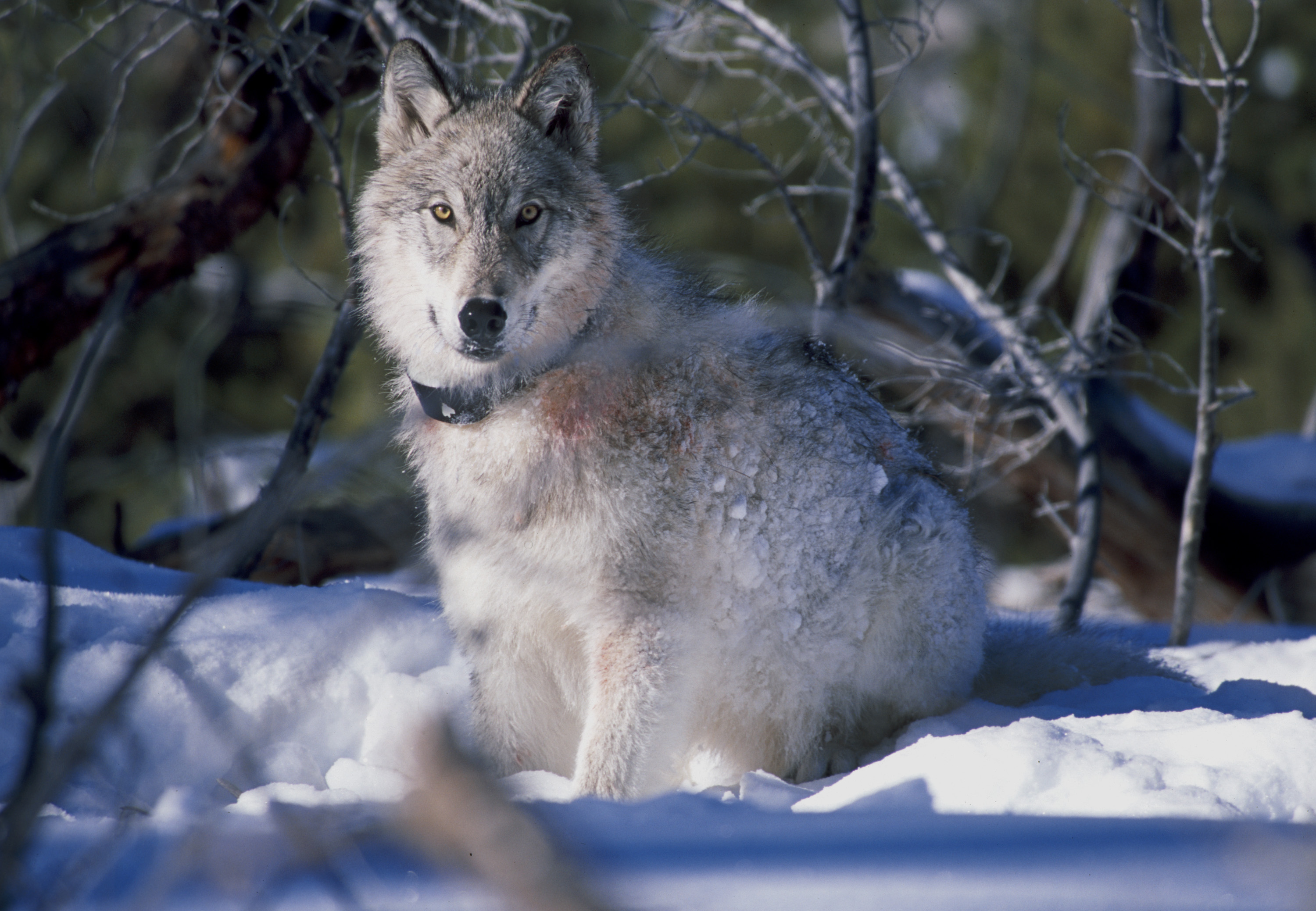
Волк в радиоошейнике в национальном парке Йеллоустон.
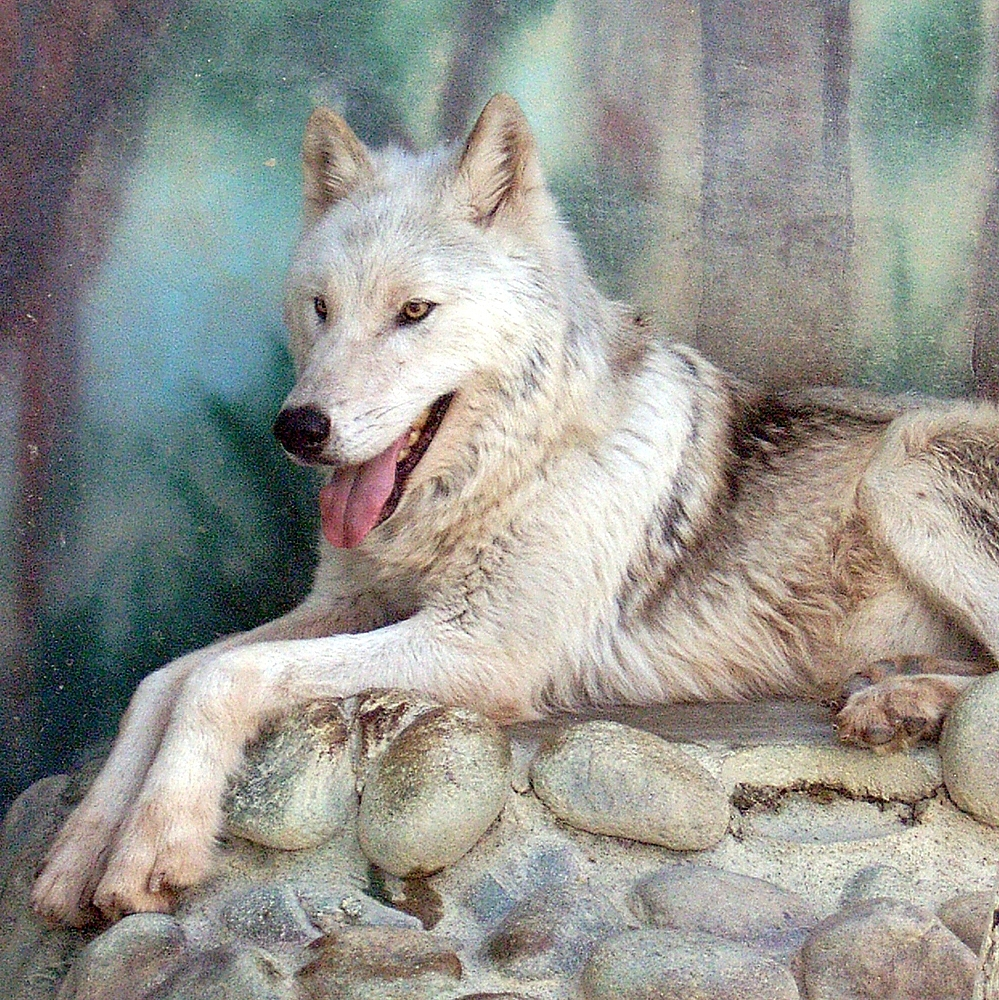
Макензийский равнинный волк в японском зоопарке.
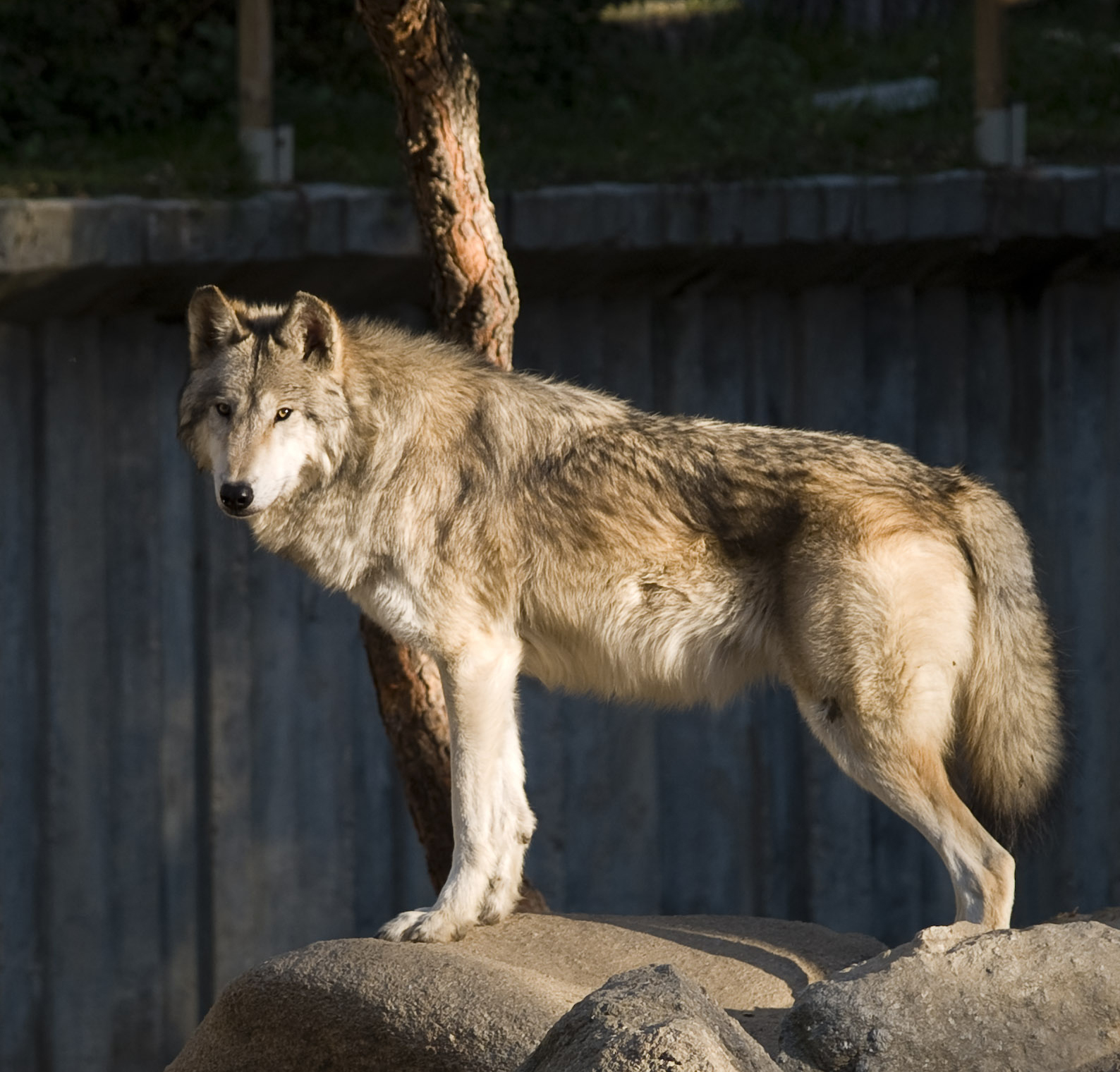
Макензийский равнинный волк в Мадридском зоопарке (Испания).
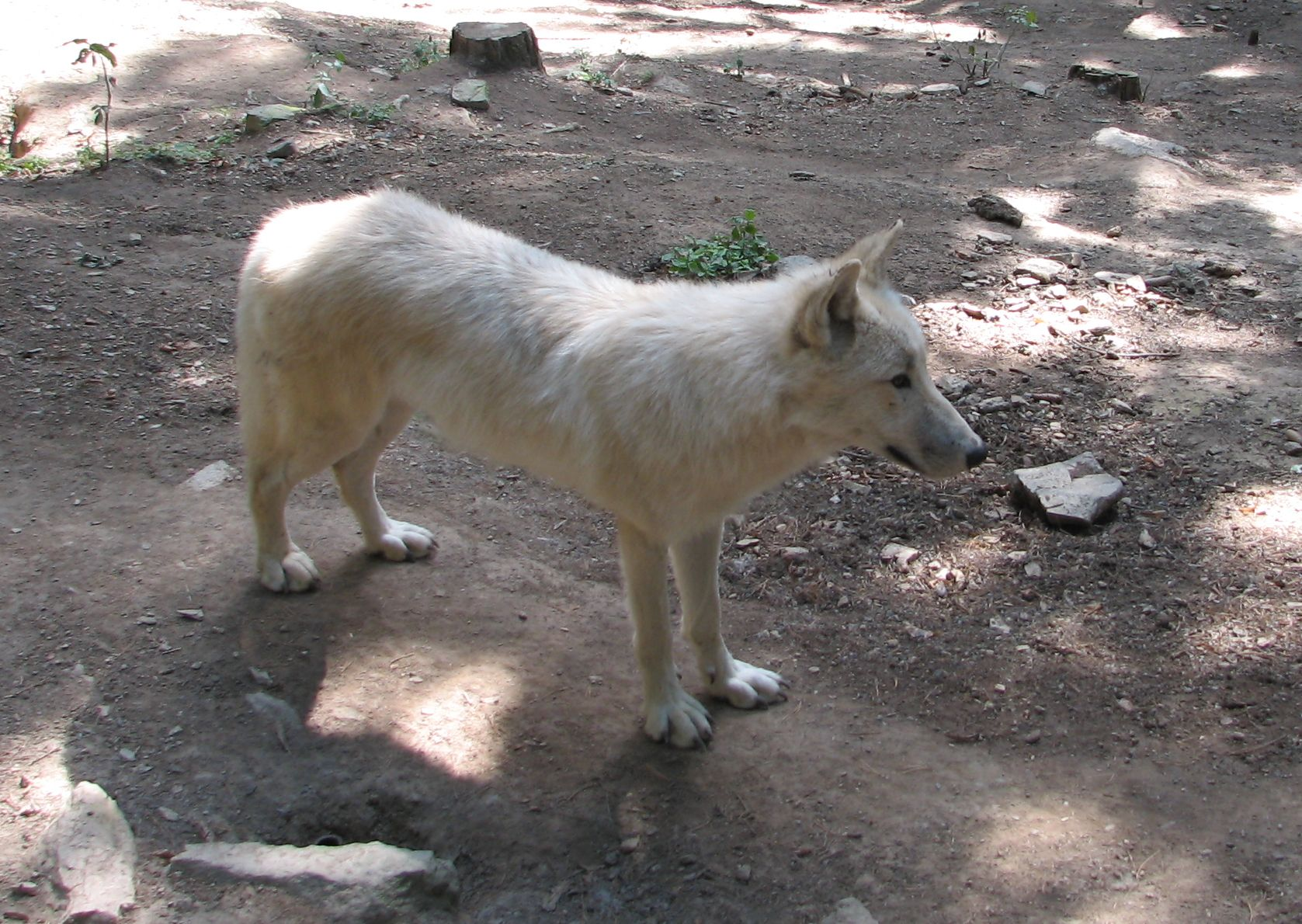
Макензийский равнинный волк в зоопарке Оломоуца, Чехия.